# Jussi Penttala
Jussi Penttala (Helsinki, 9 ottobre 1993) è uno sciatore freestyle finlandese, specialista nelle gobbe.

## Biografia
In Coppa del Mondo ha esordito il 12 dicembre 2009 a Suomu (31ª).
Nel 2014 ha debuttato ai giochi olimpici a Sochi, in Russia, terminando in ventisettesima posizione.
Nel 2018 ha preso parte ai XXIII Giochi olimpici invernali a Pyeongchang venendo eliminato nelle qualificazioni e concludendo in ventinovesima posizione nella gara di gobbe.

## Palmarès

### Coppa del Mondo
- Miglior piazzamento in classifica generale: 23ª nel 2017.

### Mondiali juniores
- 2 medaglie:
  - 2 argenti (gobbe in parallelo a Jyväskylä 2011 e gobbe in parallelo a Chiesa in Valmalenco 2013).